# Textos dels Sarcòfags
Els textos dels sarcòfags són escrits que contenen conjurs pintats o gravats en els sarcòfags de l'antic Egipte.
Són un repertori de fórmules sagrades, ofrenes i rituals d'inspiració solar i osiríaca, que tenia com a finalitat ajudar el mort a protegir-se dels perills que pogués trobar-se en el viatge per l'altre món, la duat, preservant així la immortalitat del difunt i els mètodes per a poder alimentar-se en l'altra vida. Pel limitat espai dels sarcòfags, aquests textos a vegades s'escrivien a les parets de les tombes, als vasos canopis, en rotlles de papir i, fins i tot, a les màscares funeràries.
Sorgeixen a partir del primer període intermedi (cap al 2100 aC) i es desenvolupen durant l'Imperi mitjà, quan la noblesa va aconseguir el dret a ser sepultada en sarcòfags i utilitzar els textos màgics que abans només estaven reservats als faraons.
El seu origen prové dels textos de les piràmides (cap al 2350 aC) de l'Imperi antic, època en què la immortalitat i resurrecció estava limitada únicament a la reialesa, encara que inclouen nous continguts i creences pròpies de l'Imperi mitjà.
El poble només va poder accedir a les fórmules sagrades a partir de l'Imperi nou (cap al 1500 aC), i això va donar lloc als textos del denominat llibre dels morts.